# سانجاي ليلا بهنسالي
سانجاي ليلا بهَنسالي، (بالإنجليزية: Sanjay Leela Bhansali)‏، (بالهندية: संजय लीला भंसाली)، (وُلِد في فبراير، 1963 بِمومباي، الهند)، هُوّ مخرج ومؤلف وممثل ومنتج وملحن هنديُّ.

## حياته المُبكرة
وُلِد سانجاي ليلا بهنسالي في فبراير، 1963 بِمومباي، الهند، وتخرج مِن معهد السينما والتلفزيون في الهند بِأوساط الثمانينيات.

## حياته الفنية

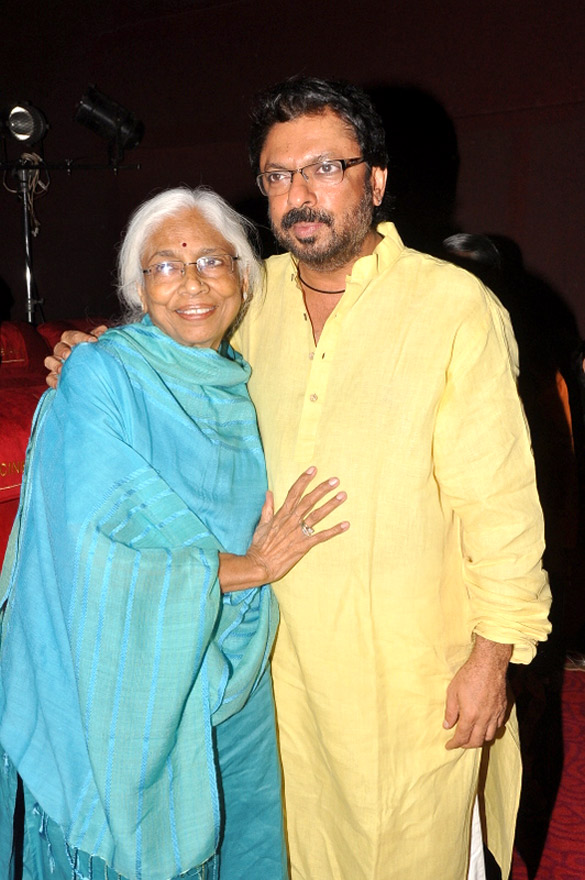
سانجاي مع والدته ليلا.

في عام 1988 سنحت له الفرصة حتى يدخل بوليوود كمُساعد مُخرج عند ذلك قام بِتغيير اسمه الذي كان سانجاي بهنسالي إلى سانجاي ليلا بهنسالي وليلا هو اسم أُمّه التي تكريماً لها قام بإضافة اسمها إلى اسمه الفني.
بدأ مسيرته الفنية كمُساعد لِلمخرج والمنتج فيدو فينود تشوبرا وشارك معه في إخراج فيلم "Parinda" عام 1989، وفيلم "1942: A Love Story" عام 1993 الذي كان من بطولة أنيل كابور كما أنّ هذا الفيلم يُعّد أول فيلم من كتابة وتأليف سانجاي ليلا بهنسالي، تلا ذلك أول فيلم من إخراجه وهو فيلم الصمت:الموسيقى [الإنجليزية] عام 1996 وقد كان مِن بطولة سلمان خان ومانيشا كويرالا ومن بعد ذلك الفيلم أصبح سانجاي ليلا بهنسالي وسلمان خان صديقان مُقربان، وعن الفيلم فقد فاز بجائزة النُقاد الخاصة في مهرجان الفيلم الهندي ولفت الانتباه لِسانجاي بقوة كمُخرج متميّز في أدواته الفنية.
ثُمّ بِعام 1998 عاد سانجاي ليلا بهنسالي مع فيدو فينود تشوبرا في فيلم "Kareeb" الذي كان من بطولة بوبي ديول، وفي عام 1999 عاد سانجاي مع سلمان خان وآيشواريا راي وأجاي ديفجان في الفيلم الذي عُرِض في عدة مهرجانات بالعالم ولا زال يُعرض بصالات السينما واعتبره الكثيرين من أنضج أعمال سانجاي ليلا بهنسالي وهو فيلم هم ديل دي تشوكي سانام [الإنجليزية]، وهو مِن كتابة وإنتاج وإخراج سانجاي ليلا بهنسالي، ويحكي الفيلم قصة بسيطة طورها قلم سانجاي وصورتها كاميراته مع أغانٍ أغرقها في الموسيقى الهندية بكُلِ بهجتها وحِزنها وحولها لعلاقة إنسانية عميقة نرى مِنها تطور فتاة مراهقة تُحب وتعشق وتحولاتها في حبها المراهق لتجد حبها الحقيقي بعيداً عن حماقة قلب مجنون وعناد الشباب، وقد لاقى الفيلم نجاحاً مُهِولاً في الهند وخارجها وتلقى عنه جائزتي أفضل إخراج وأفضل فيلم.
ومن الطريف أنّ سانجاي استوحى قصة الفيلم من أحد مُعجبيه من ولاية غوجرات والذي داوم على الاتصال به وإزعاجه وحاول سانجاي مراراً التخلص منه إلا أن المعجب صرخ مرة في وجهه وأجبره على الاستماع له وأُعِجب سانجاي بالقصة كثيراً حتى أنّه سافر في اليوم التالي لمُلاقاة هذا الرجل المجهول.
وسافر هو ومدير تصويره في كافة أنحاء ولاية غوجرات لدراسة عادات السُكان وملابسهم وإيجاد مكان مُناسب للتصوير ويقول مدير تصوير الفيلم:«بعد ذلك أنّه قد تلقى عدداً من الخطابات من شركات إنتاج هوليوودية تسأل عن هذا المكان.»
بعد ذلك عاد في عام 2002 مع آيشواريا راي مُجدداً وشاروخان ومادهوري ديكسيت ليُخرج تحفة فنية خالدة أحدثت علامة فارقة في بوليوود وهو فيلم ديفداس المُقتبس من رواية تحمل نفس الاسم ألفها الروائي الشهير شارات تشاندرا تشاتوبدياي وهيّ رواية ديفداس (رواية) [الإنجليزية] ويُعّد هذا الفيلم الهندي أعلى الأفلام ربحاً في جميع أنحاء العالم بِعام 2002 وحتى الآن لا زال يُعتبر الفيلم هو الأعلى إنتاجاً في تاريخ الهند السينمائي بِتكلفة 1.1 مليون دولار تقريباً، وقد اعتبرته مجلة تايم أفضل أفلام عام 2002، وكان سانجاي يحلم بصنع فيلم من رواية ديفداس (رواية) [الإنجليزية] وحقق هذا الحلم في ثالث فيلم من إخراجه بعد فيلم خاموشي: الموسيقى [الإنجليزية] وفيلم هم ديل دي تشوكي سانام [الإنجليزية]، ولا زال هذا الفيلم يُعرض في صالات السينما أيضاً، وقد دخل به المسابقة للأوسكار كأفضل فيلم بلغة أجنبية لكن خرج من ترشيحاتها وكان عرض الفيلم الأول في مهرجان كان السينمائي وقد حضره العديد من نجوم العالم الذين أشادوا به وخصوصاً آخر مشهد مِن الفيلم وهو مشهد ركض بارو (آيشواريا راي) تصرخ مُناديه ديفداس (شاروخان) الذي يحتضر أمام قصر زوج بارو ولكن الحرس يقوموا بإغلاق البوابَّة حتى لا تصل بارو إلى ديفداس الذي يموت فور رؤيته إياها ويُعّد هذا المشهد أحد أكثر المشاهد إثارة للبكاء على الإطلاق، ويقول سانجاي أنّ مشهد رقص والدة بارو أمام عائلة ديفداس وأصدقاؤهم ثُم تعرضها للإذلال على يد والدة ديفداس هُوّ مشهد مُقتبس مِن أحد أحلامه التي رأى فيها أُمّه ليلا ترقص وتُذل من الناس، ويجب الإشارة إلى أنّ فيلم ديفداس لم يُكن فقط من إخراج سانجاي بل كتب أيضاً القصة والسيناريو الخاص بالفيلم.
ثُمّ اختفى عن الساحة ثلاث سنين وعاد عام 2005 برائعته الفنية وهو الفيلم الإنساني المُميّز بلاك (فيلم 2005) [الإنجليزية] الذي كان من بطولة راني موكيرجي وأميتاب باتشان، ويحكي الفيلم قصة طفلة عمياء وبكماء وصماء لا ترى ولا تسمع ولا تتكلم (راني موكيرجي) وكانت حالتها ميئوس منها وكانت الطفلة البالغة ثمان سنوات تُعامل كالحيوانة من عائلتها حتى آتى مُعلمها (أميتاب باتشان) وقام بتعليمها كيف تلبس وتمشي وتأكل وتشرب وتجلس وكيف تفهم وكيف تشعر وكيف تتواصل مع الناس عن طريق لغة الإشارة ثُمّ علمها القراءة والكتابة وساعدها حتى تدخل المدرسة وعندما تخرجت من الثانوية ناضل حتى تدخل جامعة لغير أصحاب الاحتياجات الخاصة وقد حدث ذلك ثُمّ أصبح يُرافقها كل يوم إلى قاعة المحاضرات ويشرح لها عن طريق الكتابة باللمس على يدها وبقي معها لمدة عشرين سنة يعلمها ولكنه أُصيب الزهايمر وأضاع طريق العودة في أحد الأيام لذا ظلت راني موكيرجي تبحث عنه لمدة 12 سنة وعندما وجدته أخذت تعلمه كيف يعيش ويحيا من جديد وأصبحت تكتب كتاباً عن قصتها لكي يقرأه ويتعرّف عليها وساعدته حتى تعود ذاكرته رغم كونها عمياء وصماء وبكماء ورغم أنّ الأطباء فقدوا الأمل في علاجه وقالوا لها أنّه أصبح مُخرِفاً ولكنها لم تفقد الأمل وقررت مساعدته والعناية به كُل هذا حتى ترد الدين له.
نجح الفيلم داخل الهند وخارجها بشكل مُبهر وفاز بالكثير من الجوائز وترشح لها، وقد صنفته مجلة تايم على أنّه واحد من أفضل عشر أفلام في ذلك العام واحتل المركز الخامس في قائمتها.
إضافةً إلى إخراج الفيلم فقد كان من إنتاج وكتابة سانجاي ليلا بهنسالي ويقول عن فيلمه هذا: «لقد صنعته لإنسانيتي، لم أصنعه للمال، إنه أكثر أفلامي إرهاقاً لي، هو الفيلم الذي بسببه شعرتُ بالحياة أكثر.»
في عام 2007 قام سانجاي بإنتاج وإخراج فيلم ساواريا وقد شاركت شركة سوني وشركة كولومبيا بالإنتاج والتوزيع، كان الفيلم مِن بطولة رانبير كابور (ابن ريشي كابور) وسونام كابور (ابنة أنيل كابور) مع أدوار ثانوية لِراني موكيرجي وسلمان خان وهو مُقتبس عن قصة روسية قصيرة للكاتب فيودور دوستويفسكي بعنوان الليالي البيضاء، ولكن فشل الفيلم فشلاً ذريعاً في شباك التذاكر رغم جماليته وذلك لان فلم شاروخان ام شانتي اوم كان يعرض في نفس اليوم الذي تفوق عليه في الربح .
عام 2006 انضم سانجاي ليلا بهنسالي إلى برنامج المواهب الهند "Jhalak Dikhhla Jaa" كحَكم جنباً إلى جنب مع المُخرجة الشهيرة فرح خان والمُمثلة شيلبا شيتي.
عام 2010 عاد إلى السينما بفيلم من إنتاجه وإخراجه وتأليفه وتلحينه وهو فيلم غوزاريش الذي كان مِن بطولة الثنائي الناجح هريثيك روشان وآيشواريا راي وقد شارك معهم أديتيا روي كابور بدور ثانوي، ويحكي الفيلم عن مُعاناة ساحر مشهور يُدعى إيثان (هريثيك روشان)، ينقلب سحر هذا الساحر عليه في أحد عروضه السحرية عندما يُخطط لتدمير حيلته السحرية صديقه المقرب وهو ساحر فاشل يغار من موهبة إيثان، نجحت خطة صديق إيثان أكثر من اللازم حيثُ أنّه لم يُدمر خدعة إيثان فقط بل سقط إيثان على عاموده الفقري أثناء ذلك وهذا جعل إيثان يُصبح مشلولاً بعز شبابه ولم يشعر بأي جزء من جسمه إلا رقبته ورأسه الذان يستطيع تحريكهم فقط، يبدأ الفيلم في الذكرى الـ الرابعة عشر لإصابة إيثان عندما يطلب من محاميته أن تُقدم طلب القتل الرحيم للمحكمة عند ذلك يُصدم الجميع وخصوصاً مُمرضته صوفيا (آيشواريا راي) التي تُحبه سراً وكانت تراعه كل يوم لمدة 12 سنة وهجرت زوجها بسبب ذلك، كان تفاجئ الجميع هُوّ لأنهم كانوا يعتبرون إيثان مثالاً للصبر لكونه كان طوال سنين إعاقته يُلهم الناس ولم يشتكي يوماً عن تعاسته، رفضت المحكمة ذلك لكون القانون الهندي يُجرم القتل الرحيم وطوال الفيلم يُناضل ويحارب إيثان مع صوفيا وتلميذه (أديتيا روي كابور) وصديقته التي تعمل كمحاميته ودكتوره وبقية أصدقاؤه الذين شاهدوا كفاحه وشدة بلائه من أجل أن تقبل المحكمة طلب إيثان، خلال الفيلم يعرض سانجاي ليلا بهنسالي مُقتطفات من حياة إيثان قبل أن يُصاب بالشلل توضح للمشاهدين مدى مُعاناة إيثان، برع سانجاي ليلا بهنسالي في عرض كافة الآراء عن القتل الرحيم ووجهات النظر المختلفة، وبرع أيضاً في تجسيد وإظهار معاناة إيثان وآلالامه المدفونة وحياته البائسة، شيئاً فشيئاً ينكشف حُبّ الممرضة صوفيا لإيثان والتي من شدة حبها له عرضت عليه عدة مرات أن تقتله لأن المحكمة رفضت طلبه مراراً، في آخر الفيلم ترفض المحكمة طلب إيثان رغم محاولته إقناعهم بشتى الطرق أنّه سيموت عاجلاً أم آجلاً إذاً لو لم يوفقوا على طلب القتل الرحيم فإنه سيموت موتاً بطيئاً بسبب تداعي أعضاؤه الداخلية، بعد ذلك أخبرت صوفيا إيثان عن عشقها له وإنها تتألم بسبب آلالامه ومستعدة أن تقتله بنفسها حتى تُنهي عذابه وإنها مستعدة أن تتحمل كُلّ ما سوف يحدث حتى لو اتهمتها الشرطة بجريمة القتل وقاموا بسجنها وإعدامها وقد انتهى الفيلم عندما أقام إيثان حفلاً دعى إليه كُل أصدقاؤه واحتفلوا بموته معه ثم قامت صوفيا بإطلاق النار على إيثان الذي كان يضحك بحرارة أثناء ذلك.
نجح الفيلم نجاحاً ساحقاً كأغلبية أفلام سانجاي، وحاز العديد من الجوائز عليه وخصوصاً عن أغاني الفيلم وموسيقاه التصويرية التي كانت من تلحين سانجاي، وقد تلقى الفيلم إعجاب النُقاد الدوليين وثناؤهم.
عام 2012 قام سانجاي بإنتاج فيلم راودي راثور من بطولة أكشاي كومار وسوناكشي سينها وإخراج برابهو ديفا.

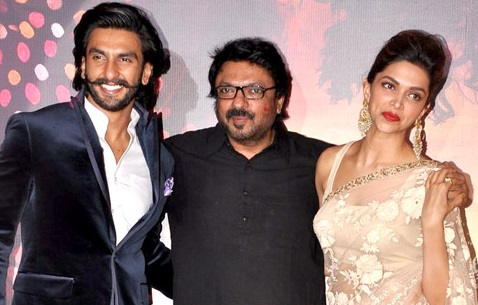
رانفير سينغ وديبيكا بادوكون والمخرج سانجاي ليلا بهنسالي معاً.

في أواخر عام 2013 عاد إلى الإخراج مع فيلم مسرحية من الرصاص: رام-ليلا (فيلم) الذي كان من بطولة النجم رانفير سينغ والشهيرة ديبيكا بادكون وهو مُقتبس من رواية ويليام شكسبير الشهيرة روميو وجولييت، وقد تولى سانجاي إخراج الفيلم وإنتاجه من ماله الخاص وقام بِكتابة سيناريو الفيلم وقام بتلحين الموسيقى التصويرية وأغاني الفيلم أيضاً.
حقق فيلم مسرحية من الرصاص: رام-ليلا (فيلم) ضجة كبيرة في الهند وخارجها لأنه أعاد للأذهان فيلم ديفداس وفيلم هم ديل دي تشوكي سانام [الإنجليزية]، بسبب هذا الفيلم تمَّ تقدير رانفير سينغ والتعامل معه كممثل صاحب موهبة عالية وزاد من شهرة ونجاح ديبيكا بادكون التي أشاد الجميع بأدائها لِشخصية ليلا كما قوبِل رانفير سينغ بالإشادة في دوره رام، ترشح الفيلم لعدة جوائز هندية وأجنبية وعُرِض الفيلم في عدة مهرجانات منها المهرجان الدولي للفيلم بمراكش ومهرجان دبي السينمائي الدولي. ترشح الفيلم لثماني جوائز فيلم فير وفاز بثلاث منها.
وفي عام 2014 قام سانجاي بإنتاج فيلم ماري كوم (Mary Kom) الذي كان من بطولة بريانكا تشوبرا، ويحكي الفيلم قصة حقيقية وهيّ قصة المُلاكمة الهندية ماري كوم التي وُلِدت لأب فقير يعمل كفلاح في مزرعة أرز، وتعرفت صدفةً عندما كانت في الثانوية على ملاكم هندي مشهور وذلك أثناء ضربها لشاب هجم على صديقتها فبدأ الملاكم المشهور بتدربيها لتصبح ملاكمة سراً ولمّا عرف والدها بحلمها عارض ذلك ولكنَّ ماري أكملت حلمها بدعمٍ من معلمها ووالدتها ونجحت بتحقيق حلمها وأصبحت ملاكمة ناجحة ومشهورة وفازت بلقب بطلة العالم للملاكمة ثلاث مرات وحازت على الكثير من الميداليات الأولمبية قبل أن تدخل 25 من العُمر وبعد فوزها الثالث في مسابقة بطلة العالم للملاكمة طلب منها الرجل الذي تحبه الزواج فتزوجته عندها تخلى عنها معلمها وغضب منها لتركها الملاكمة لأجل الزواج والإنجاب وهيّ في أوج نجاحها ومباشرة بعد الزواج حملت ماري بتؤامين، بعد سنتين من الانقطاع عن الملاكمة والرياضة قام زوج ماري بحثها على العودة فسخر منها الجميع قائلين أنَّ وقتها انتهى وإنجاب تؤامين دمر جسمها ولن تستطيع العودة ولكنها بدأت تكافح بدعمٍ من زوجها وعائلتها حاولت ماري أن تدرب نفسها بنفسها ولكنها فشلت في العودة لعالم الملاكمة فطلبت المساعدة من معلمها القديم الذي أخبرها أنَّ إنجابها لتؤامين ليس نقطة ضعفها ودمرها بل زاد من قوتها وبعدها بدأ يدربها من جديد ولكنها واجهت الكثير من المشاكل بسبب بعض الحاقدين عليها الذين استغلوا مناصبهم لجعل ماري تخسر في المباريات ولكنها استطاعت النجاح رغم كُلِّ شيء وخلال ذلك ساءت صحة أحد طفليها الرضع، تمكنت ماري كوم من الوصول إلى نهائيات بطلة العالم للملاكمة وفي اللحظة الأخيرة التي كان ينبغي على ماري كوم أن تخرج لتلاكم منافستها اتصل بها زوجها من الهند وأخبرها أن قلب الطفل توقف عن النبض بسبب وجود ثقب كبير في قلبه والأطباء يحاولون إجراء عملية له فانهارت قوى ماري بينما كان الناس ينادون اسمها لتخرج للعب آخر مباراة فخرجت ماري وفي أغلب المباراة تمكنت منافستها من هزمها ولكنها صبرت وفي آخر لحظات المباراة تمكنت من الوقوف وهزمت المُلاكمة الأخرى وفازت بلقب بطلة العالم للملاكمة للمرة الرابعة وأثناء تسلمها للميدالية اتصل بها زوجها ليخبرها بنجاة طفلها، ثُمّ أنجبت طفلاً آخر وفازت بلقب بطلة العالم للملاكمة للمرة الخامسة. الفيلم نجح في شباك التذاكر إذ كسب أكثر من 100 كرور روبيه، وحصل على مراجعات إيجابية من النُقاد والجماهير.
بسبب جمال وسِحر رانفير سينغ وديبيكا بادكون معاً والكيمياء الموجودة بينهم وعشق الجماهير لهم وبسبب نجاح فيلم رام ليلا وبسبب علاقة الحُب التي تجمع رانفير سينغ وديبيكا بادكون على أرض الواقع قرر سانجاي أن يجمعهم من جديد في فيلم يستند على قصة حقيقة حدثت قبل 400 سنة وهو فيلم باجيراو ماستاني الذي يحكي قصة حُب القائد العسكري والبيشوا باجيراو الهندوسي والفاتنة المسلمة ماستاني وهي زوجته الثانية وستكون البطولة من نصيب رانفير سينغ بدور باجيراو وديبيكا بادكون بدور ماستاني وبريانكا تشوبرا بدور زوجة باجيراو الأولى الهندوسية كاشيباي، سيكون هذا الفيلم مِن إخراج وإنتاج وكتابة سانجاي كما سيقوم بتلحين أغانيه والموسيقى التصويرية الخاصة به وهو من إصدار عام 2015، كان سانجاي يُريد صنع هذا الفيلم منذ عام 2003 وقد كان هُناك العديد من الممثلين المرشحين لبطولة الفيلم سلمان خان وآيشواريا راي وراني موكيرجي وكارينا كابور وكاترينا كيف وشاروخان وهريثيك روشان ولكن بسبب عدة أمور وظروف منها انفصال سلمان خان وآيشواريا راي تسببت في تأجيل الفيلم وعدم أخذهم لبطولته.
في عام 2011 ظهر سانجاي كحَكم في برنامج اكس فاكتور الهندي بموسمه الأول، وفي عام 2013 قام سانجاي بإنتاج أول مسلسل تلفزيوني له وهو مسلسل سحر الأسمر الذي عُرِض على قناة أم بي سي بوليوود وكان من بطولة جاوتام رودي وجينيفر ونجت.

## وصلات خارجية
- سانجاي ليلا بهنسالي على موقع IMDb (الإنجليزية)
- سانجاي ليلا بهنسالي على موقع ألو سيني (الفرنسية)
- سانجاي ليلا بهنسالي على موقع ميوزك برينز (الإنجليزية)
- سانجاي ليلا بهنسالي على موقع تيرنر كلاسيك موفيز (الإنجليزية)
- سانجاي ليلا بهنسالي على موقع أول موفي (الإنجليزية)
- سانجاي ليلا بهنسالي على موقع قاعدة بيانات الأفلام السويدية (السويدية)
- سانجاي ليلا بهنسالي على موقع ديسكوغز (الإنجليزية)
- سانجاي ليلا بهنسالي على موقع قاعدة بيانات الفيلم (الإنجليزية)
- سانجاي ليلا بهنسالي على موقع كينوبويسك (الروسية)
- الموقع الرسمي